# Protestos na África do Sul em 2021
Tumultos e protestos ocorreram na África do Sul, entre 9 e 17 de julho de 2021, provocados pela prisão do ex-presidente Jacob Zuma. Posteriormente, ocorreram tumultos mais amplos devido às demissões e à desigualdade econômica agravada pela pandemia de COVID-19. Os protestos começaram na província de KwaZulu-Natal na noite de 9 de julho de 2021 e se espalharam para a província de Gauteng na noite de 11 de julho. Zuma foi detido após se recusar a testemunhar na Comissão Zondo, um inquérito sobre alegações de corrupção durante o seu mandato como presidente de 2009 a 2018. Os distúrbios começaram como protestos de seus apoiadores em KwaZulu-Natal antes de se agravarem em saques e violência generalizados em KwaZulu-Natal e Gauteng. O Tribunal Constitucional reservou o julgamento sobre o pedido de Zuma para rescindir sua sentença em 12 de julho de 2021. Até 22 de julho, mais de 330 pessoas morreram nos distúrbios e mais de 3,4 mil foram presas.

## Antecedentes

### A batalha legal de Jacob Zuma
Jacob Zuma foi acusado de corrupção em março de 2018, principalmente em relação com um negócio de armas por valor de 30.000 milhões de randes. A batalha legal tem continuado desde então, durante a qual a equipa legal de Zuma apelou por mais tempo para se preparar. Durante o processo judicial, Zuma tem estado ausente repetidamente do tribunal por razões médicas e falta de fundos. O caso tem passado pela Corte Constitucional.

### Detenção de Jacob Zuma
Os protestos começaram em 8 de julho de 2021, depois de que o ex-presidente Jacob Zuma fora condenado a 15 meses de cadeia em 29 de junho de 2021 por desacato ao tribunal, depois de que se negou a comparecer a uma comissão que seu governo nomeou para pesquisar suposta corrupção durante seus nove anos no cargo. Deu-se-lhe até 4 de julho para entregar-se, após o qual a polícia ver-se-ia obrigada a prendê-lo. No entanto, a 3 de julho, o tribunal adiou escutar a sua solicitação para 12 de julho.
Depois ordenou-se ao Serviço de Polícia da África do Sul que o prendesse antes de 7 de julho de 2021 se este se negasse a se render. Apoiadores tinham-se reunido perto de sua casa com armas para evitar a sua detenção, mas ele entregou-se à polícia a 7 de julho, e foi encarcerado em Estcourt. Zuma impugnou a sua detenção a 9 de julho no Tribunal Superior de Pietermaritzburg por motivos de saúde, mas foi recusada  A sua detenção provocou violentos protestos dos seus partidários, que apelidaram a sua campanha como "Libertem a Jacob Zuma e fechem KZN", na província de KwaZulu-Natal. Depois da detenção de Zuma, começaram os protestos generalizados em todo o país, e seus partidários pediram sua libertação.